# Michael Kotsch
Michael Kotsch (* 1965 in Northeim) ist ein deutscher evangelikaler Theologe, Dozent und Autor apologetischer und religionswissenschaftlicher Bücher.

## Leben
Michael Kotsch studierte ab 1986 Evangelische Theologie an der STH Basel und von 1991 bis 1995 Theologie, Religionswissenschaft und Ökologie an der Universität Basel. Zwischen 1990 und 1995 unterrichtete er als Religionslehrer im Auftrag der Reformierten Kirche im Kanton Basel-Stadt und Basel-Land. Danach wechselte er als Dozent für Konfessions- und Sektenkunde, Religionswissenschaft, Apologetik und Fachbereichsleiter für Kirchengeschichte an die Bibelschule Brake. Von 2004 bis 2008 war er Dozent für Kirchengeschichte und Konfessionskunde an der STH Basel. Seit 2004 betreibt er Promotionsstudien im Bereich der Kirchengeschichte.
Kotsch arbeitet seit 1999 beim Arbeitskreis für biblische Ethik in der Medizin (ABEM) und ab 2000 beim Bibelbund mit, wo er 2005 zum Vorsitzenden gewählt wurde. Von 2009 bis 2016 war er Vorsitzender der Arbeitsgemeinschaft für Weltanschauungsfragen (AG WELT e. V.), die das Andachtsbuch „Schwarzbrot 2015“ als Alternative zu den Herrnhuter Losungen entwickelt hat. Seit 2002 ist er Gastdozent für Religionswissenschaft an der Bibel- und Missionsschule Ostfriesland (BMO) in Großheide, seit 2009 an der Evangelikalen Akademie Wien (EVAK) und von 2009 bis 2011 sowie 2018 am Martin Bucer Seminar.
Er spricht sich gegen ein Verbot von Konversionstherapien aus. Entsprechende Vorhaben wie das des ehemaligen Bundesgesundheitsministers Jens Spahn bezeichnete Kotsch als „ideologisch“.
Michael Kotsch ist verheiratet mit Viviane. Das Paar hat drei Kinder und wohnt in Detmold.

## Veröffentlichungen
- Chinesische Medizin. Lichtzeichen Verlag, Lage (mehrteiliges Werk):
  - Band 1: Chinesische Medizin. Weltbild – Menschenbild – Krankheitsbild; religiöse und ideologische Hintergründe. 2000, ISBN 978-3-933828-56-9.
  - Band 2: Chinesische Medizin. Alternative Heilmethoden auf dem Prüfstand: Akupunktur, Feng Shui, Qi Gong, Aikido. 2000, ISBN 978-3-933828-57-6.
- Schöpfung oder Evolution? Keine Frage des Glaubens. Lichtzeichen Verlag, Lage 2001, ISBN 978-3-933828-68-2.
- UFOs und Bibel? Die Irrtümer Erich von Dänikens. Lichtzeichen Verlag, Lage 2001, ISBN 978-3-933828-69-9.
- Gewalt im Islam? Der Kampf für eine islamische Weltgesellschaft. Lichtzeichen Verlag, Lage 2002, ISBN 978-3-933828-75-0.
- Weihnachten: Herkunft, Sinn und Unsinn von Weihnachtsbräuchen. Jota-Publikationen, Hammerbrücke 2003, ISBN 978-3-935707-15-2.
- Sakrileg. Geheime Evangelien? Lichtzeichen Verlag, Lage 2005, ISBN 978-3-936850-22-2.
- Moderne Bibel oder modernes Babel? Die Volxbibel. Bibel in gerechter Sprache. Bibelübersetzungen weltweit. Geschichte der Bibelübersetzungen. Bibelübersetzungen im Vergleich. Lichtzeichen Verlag, Lage 2006, ISBN 978-3-936850-44-4.
- Homöopathie: Wie gehe ich mit alternativen Heilmethoden um? Lichtzeichen Verlag, Lage 2007, ISBN 978-3-936850-55-0.
- Moderne Medizin & Ethik. Lichtzeichen Verlag, Lage (mehrteiliges Werk):
  - Band 1: Moderne Medizin & Ethik. Krankheit und Bibel, alternative Heilmethoden, Akupunktur, Gentechnik. 2007, ISBN 978-3-936850-45-1.
  - Band 2: Moderne Medizin & Ethik. Abtreibung – ein Problem?, Suizid/Selbstmord, Organtransplantation und Todesdefinition, Homosexualität, Bach-Blütentherapie – sanfte Heilung? 2009, ISBN 978-3-936850-54-3.
- Alternative Heilmethoden: pro und contra. SCM Hänssler, Holzgerlingen 2008, ISBN 978-3-7751-5025-5.
- Atheismus: Der neue Streit um Gott. SCM Hänssler, Holzgerlingen 2008, ISBN 978-3-7751-4963-1.
- Die charismatische Bewegung. Lichtzeichen Verlag, Lage (mehrteiliges Werk):
  - Band 1: Die charismatische Bewegung. Geschichte – Personen – Organisationen. 2008, ISBN 978-3-936850-83-3.
  - Band 2: Die charismatische Bewegung. Praxis – Theologie – Geistesgaben. 2008, ISBN 978-3-936850-96-3.
- Johannes Calvin: Reformator und Wegbereiter. Christliche Verlags-Gesellschaft, Dillenburg 2009, ISBN 978-3-89436-649-0.
- Politik: ein schmutziges Geschäft? Lichtzeichen Verlag, Lage 2010, ISBN 978-3-86954-015-3.
- Der Weltuntergang kommt: Prognosen, Prophezeiungen, Spekulationen. Lichtzeichen Verlag, Lage 2011, ISBN 978-3-86954-044-3.
- August Hermann Francke: Pädagoge und Reformer. Christliche Verlagsgesellschaft, Dillenburg 2011, ISBN 978-3-89436-834-0.
- Es muss nicht immer Schokolade sein: ein Lese-Adventskalender. Christliche Verlagsgesellschaft, Dillenburg 2012, ISBN 978-3-89436-977-4.
- Schlau gemacht: 52 Denkanstöße aus Kultur, Geschichte, Wissenschaft und Glaube, Christliche Verlagsgesellschaft, Dillenburg 2013, ISBN 978-3-86353-033-4.
- Karl May: Old Shatterhand, Winnetou und der christliche Glaube, Lichtzeichen Verlag, Lage 2013, ISBN 978-3-86954-082-5.
- Helden des Glaubens. Christliche Verlagsgesellschaft, Dillenburg (mehrteiliges Werk):
  - Band 1: Helden des Glaubens: 33 Kurzbiografien aus der Kirchengeschichte. 2015, ISBN 978-3-86353-078-5.
  - Band 2: Helden des Glaubens: 22 Kurzbiografien aus der Kirchengeschichte. 2019, ISBN 978-3-86353-577-3.
  - Band 3: Helden des Glaubens: 12 Kurzbiografien aus der Kirchengeschichte. 2024, ISBN 978-3-86353-797-5.
- War die Reformation ein Irrtum? Evangelikale und die katholische Kirche heute. Christliche Verlagsgesellschaft, Dillenburg 2019, ISBN 978-3-86353-620-6.
- Prima Klima!? Was man über Klimaerwärmung, CO2 und Ökokatastrophen wissen sollte. Christliche Verlagsgesellschaft, Dillenburg 2020, ISBN 978-3-86353-694-7.
- Zerreißprobe Corona. Eine christliche Perspektive. Christliche Verlagsgesellschaft, Dillenburg 2020, ISBN 978-3-86353-762-3.
- Gerhard Bergmann – Der deutsche Billy Graham. Evangelist und Verteidiger der Bibel. Esras.ner, Niederbüren 2021, ISBN 978-3-03890-076-4.
- Schutz des Lebens. Abtreibung und Sterbehilfe aus christlicher Sicht. Christliche Verlagsgesellschaft, Dillenburg 2022, ISBN 978-3-86353-818-7.

als Herausgeber
- Weihnachtsbräuche ... und was sie bedeuten. Christliche Verlagsgesellschaft, Dillenburg 2007, ISBN 978-3-89436-536-3.
- Abschied von den Geschlechtern: Die Gender-Ideologie im Vormarsch. Christliche Verlagsgesellschaft, Dillenburg 2008, ISBN 978-3-89436-618-6; 2. Aufl. 2012, ISBN 978-3-89436-967-5.
- mit Hartmut Jaeger: #Go(o)d News. Die Bibel ist Gottes Wort. Christliche Verlagsgesellschaft, Dillenburg 2019, ISBN 978-3-86353-640-4.
- #Go(o)d News 2. Die Bibel verstehen und auslegen, Christliche Verlagsgesellschaft, Dillenburg 2021, ISBN 978-3-86353-774-6.

als Mitautor
- mit Lothar Gassmann: Kleines Esoterik-Handbuch. MABO, Schacht-Audorf 2007, ISBN 978-3-9811244-1-5.
- Die Bibel fasziniert mich … (hg. vom Maleachi-Kreis), Christliche Literaturverbreitung, Bielefeld 2012, ISBN 978-3-86699-244-3.

Aufsätze
- Homosexualität. In: Brennpunkt Familie. Arbeitsgemeinschaft für biblische Ethik in der Medizin (ABEM), Detmold 2002, S. 38–73.
- Inspiration und Irrtumslosigkeit in der Geschichte. Haben die frühen Christen wirklich an ein mechanisches Diktat geglaubt? In: Bibel und Gemeinde. 4/2002, S. 39–50.
- Projekt Weltethos. Humanistisch transformierte Weltreligion auf dem Weg zum Weltfrieden.
- Die Bedeutung der Chicago-Erklärung zur Irrtumslosigkeit der Bibel. In Bibel und Gemeinde. 3/2003, S. 7–12.
- Wann ist der Mensch ein Mensch? Diskussion um die Nutzung embryonaler Stammzellen. Neue Gesetze sollen die Stammzellenforschung regeln. In: Bibel und Gemeinde. 1/2004, S. 37–57.
- Dan Brown und das „Sakrileg“. Bibelkritik in der Unterhaltungsliteratur. In: Bibel und Gemeinde. 1/2006, S. 59–71.
- Volxbibel – oder Jesus bei McDonalds. In: Bibel und Gemeinde. 3/2006, S. 25–36.
- Atheismus: Gott oder Nicht-Gott ist hier die Frage. Dawkins „Gotteswahn“ lässt grüßen. In: Bibel und Gemeinde. 2/2008, S. 7–22 (PDF).